# Unzer (Unternehmen)
Unzer GmbH (bis September 2020 Heidelpay Group) mit Sitz in Berlin ist ein Zahlungsunternehmen, das Lösungen um den elektronischen Zahlungsverkehr für Onlineshops, den Einzelhandel und Online-Marktplätze anbietet, ein sogenannter Payment-Service-Provider.
Insgesamt beschäftigt die Unternehmensgruppe rund 750 Mitarbeiter.

## Aktivitäten
Zu den Leistungen von Unzer gehört die Abwicklung (Processing) von Transaktionen und die Tätigkeit als Acquirer. Zu der Unzer-Gruppe gehören zahlreiche Unternehmen; unter anderem die Heidelberger Payment sowie die Universum Group, mPAY24, StarTec, Avanti, Alpha Cash, ec-Plus, POSeidon digital, Pay Later (übernommen von Paysafe), Paydiscount. Kulam und Lavego. Im April 2022 übernahm Unzer zudem das Berliner Fintech Tillhub.

## Geschichte
Unzer besteht aus insgesamt dreizehn Unternehmen und ging aus der 2003 gegründeten Heidelpay hervor. Im Jahr 2010 war Heidelpay der erste deutsche Zahlungsdienstleister, der sich für das niederländische Bezahlsystem iDEAL registrieren ließ. 2011 erhielt Heidelpay als erster Bezahldienstleister in Deutschland die Lizenz der Bundesanstalt für Finanzdienstleistungsaufsicht (BaFin). 2014 wurde eine Lizenz der Luxemburgischen Aufsichtsbehörde CSSF ausgestellt. Im August 2019 stieg Kohlberg Kravis Roberts & Co. (KKR) als strategischer Investor ein und übernahm für rund 600 Millionen Euro die Mehrheit des Unternehmens.
Im September 2020 benannte sich Heidelpay in Unzer um. Im Oktober 2020 übernahm das Unternehmen ca. 2500 Handelspartner und damit 4000 Kartenleseterminals von Wirecard. Am 1. Juli 2021 wurde Robert Bueninck neuer CEO des Unternehmens.
Am 8. Juli 2021 wurde bekannt, dass die Bundesanstalt für Finanzdienstleistungsaufsicht (BaFin) eine Sonderprüfung gegen die Unzer E-Com GmbH, eine Tochtergesellschaft von Unzer, eingeleitet hat. Im August 2022 veröffentlichte die Bundesanstalt für Finanzdienstleistungsaufsicht (BaFin) die Ergebnisse ihrer Sonderprüfung und verhängte eine Geldstrafe sowie ein vorübergehendes Neukundenverbot für die Unzer E-Com GmbH. Zudem wurde ein Sonderbeauftragter bestellt, um die Umsetzung der angeordneten Maßnahmen zu überwachen. Im September 2022 gab Unzer bekannt, seinen Firmensitz nach Berlin zu verlegen und dass Martin Blessing zum Vorsitzenden eines neugegründeten Beirats der Unzer berufen wurde. Im Sommer 2023 wurde bekannt, dass sich der Finanzinvestor Kohlberg Kravis Roberts & Co. (KKR) zurückziehen und die Mehrheit der Unternehmensanteile an ein Konsortium bestehender Investoren geben wird. Nach Unternehmensangaben stärke die neue Investition die Kapitalstruktur und erhöhe die Liquidität. Nach Unternehmensangaben Im März 2024 lockerte die Bundesanstalt für Finanzdienstleistungsaufsicht (BaFin) die Maßnahmen gegen die Unzer-Tochter Unzer E-Com GmbH, die nun wieder neue Händler annehmen kann.